# Contea di Isanti
La contea di Isanti (in inglese Isanti County) è una contea dello Stato del Minnesota, negli Stati Uniti. La popolazione al censimento del 2000 era di 31 287 abitanti. Il capoluogo di contea è Cambridge